# Lâu đài Unterhof

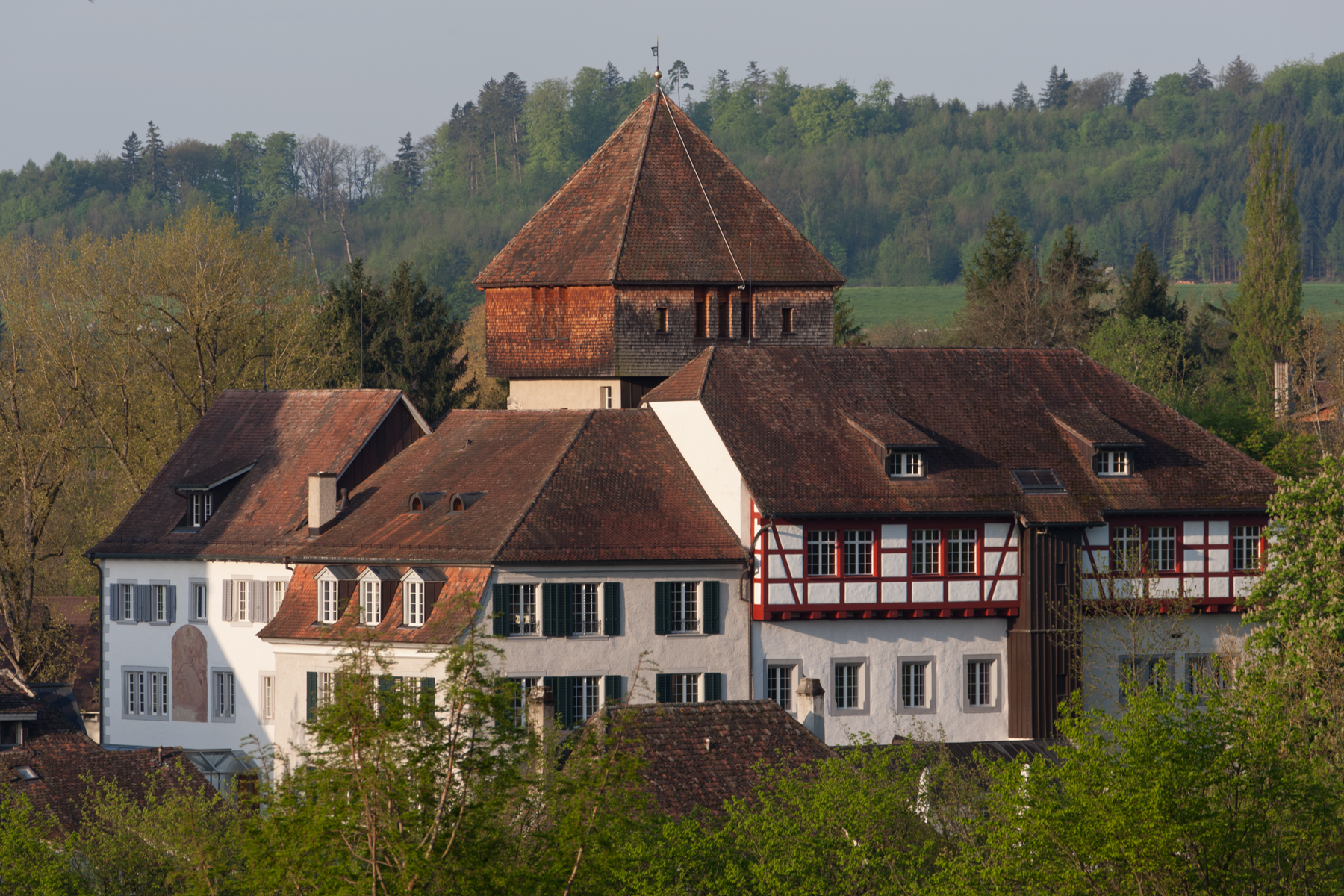
Lâu đài Unterhof

Lâu đài Unterhof là một lâu đài ở đô thị Diessenhofen thuộc bang Thurgau của Thụy Sĩ. Đây là một di sản có ý nghĩa quốc gia của Thụy Sĩ.